# Kazumi Akedo
Kazumi Akedo (japonsky: 明戸和巳, Akedo Kazumi; narozen 27. června 1947) je japonský profesionální hráč go.

## Životopis
Akedo se narodil v Hamamacu v Prefektuře Šizuoka v Japonsku Je studentem Tošio Sakaie.